# Juzgados de primera instancia en el Perú
Los Juzgados de Primera Instancia son el tercer nivel jerárquico en que se encuentra organizado el Poder Judicial del Perú
Cada provincia tiene, cuando menos, un juzgado de primera instancia. Aunque, por razones de carga procesal, se puede englobar varias provincias. Los juzgados de primera instancia tienen competencia sobre temas de mayor cuantía y se subdividen de acuerdo a la especialidad que conocen.
Las especialidades en que se dividen los juzgados son las siguientes:
- Civil, que conoce todos los temas relacionados al Derecho Civil con excepción de lo relacionado al Derecho de Familia. Dentro de esta especialidad esta la subespecialidad Comercial, que actualmente cuenta con Salas y Juzgados Comerciales en la Corte Superior de Justicia de Lima.
- Penal, que conocen de delitos y otros temas relacionados al Derecho Penal
- Laboral, que conocen de temas relacionados al Derecho Laboral
- Familia, que conocen de temas relacionados al Derecho de Familia
- Contencioso Administrativo, que conocen los casos en los que una institución del Estado vulnera un derecho de los ciudadanos.

Los juzgados que conocen casos de más de uno de estos campos se llaman 'Juzgados Mixtos'.
En los procesos que se iniciaron en un Juzgado de Paz, estos juzgados los conocen en segunda instancia, según su especialidad. Asimismo, en los procesos que se inician en estos juzgados, los medios impugnatorios los conocen, en segunda instancia, las Salas Superiores de Justicia.